# Río Santa Clara (California)
El Río Santa Clara (en inglés: Santa Clara River) es un río de 83 millas ( 134 kilómetros) de largo , y uno de los sistemas fluviales más dinámicos en el sur de California, en Estados Unidos. El río drena las montañas costeras de las cordilleras transversales al norte de Los Ángeles por el que fluye al oeste sobre la Llanura de Oxnard y en el canal de Santa Bárbara. La cuenca ha proporcionado un hábitat para una gran variedad de plantas y animales nativos y ha suministrado históricamente al ser humano agua, peces y tierras agrícolas fértiles. La parte septentrional de la cuenca estuvo habitada por el pueblo tataviam, mientras que la parte meridional fue ocupada por el pueblo chumash. Gran parte del valle del río Santa Clara se utiliza para la agricultura, con el uso de diques estructurales para separar la llanura de inundación natural del río. Aunque es uno de los ríos menos alterados del sur de California, existen algunos diques donde el río fluye a través en áreas de desarrollo urbano significativo.

## Historia
El río santa Clara fue bautizado el 9 de agosto de 1769 por la expedición de Portolá hacia el norte desde San Diego, para fundar una misión en Monterey, y debe su nombre a Santa Clara de Asís, quien murió el 11 de agosto de 1253. El valle del río Santa Clara se conocía entonces como Cañada de Santa Clara.
El distrito de guardabosques del río Santa Clara-Mojave del Bosque Nacional Ángeles lleva el nombre del río Santa Clara.